# Peucedanum elatior
Peucedanum elatior är en flockblommig växtart som först beskrevs av Josef Velenovský, och fick sitt nu gällande namn av Minosuke Hiroe. Peucedanum elatior ingår i släktet siljor, och familjen flockblommiga växter. Inga underarter finns listade i Catalogue of Life.